# 창코박쥐속
창코박쥐속(Phyllostomus)은 주걱박쥐과에 속하는 박쥐 속의 하나이다. 창코박쥐아과로 분류하며, 4종으로 이루어져 있다.

## 특징
중대형 박쥐로 몸길이가 75~130mm, 전완장이 55~97mm이고 꼬리 길이는 10~25mm, 몸무게는 최대 142g이다. 이 중에서 큰창코박쥐는 가장 큰 아메리카 박쥐이다.

## 분포
중앙아메리카와 남아메리카에 널리 분포한다.

## 하위 종
- 엷은색창코박쥐 (P. discolor)
- 작은창코박쥐 (P. elongatus)
- 큰창코박쥐 (P. hastatus)
- 기아나창코박쥐 (P. latifolius)